# Аврамидис, Иоаннис
Иоаннис Аврамидис (греч. Ιωαννης Αβραμιδης; 23 сентября 1922, Батуми — 16 января 2016, Вена) — греческий скульптор. Родился в Батуми в 1922 году в семье греческих беженцев из Трапезунда. Учился в Батуми и Вене.

## Биография
В Греции жил с 1939 года но уже с окончанием Второй мировой войны поселился в Австрии. Здесь его учителем в скульптуре стал Фриц Вотруба.
Уже в начале 50-х годов Аврамидис стал известным скульптором в Австрии, в 1965 году стал преподавателем Венской Академии. Позже был преподавателем и в Гамбурге. Его произведения представляли Австрию на Венецианской Биеннале 1962 года.
После смерти его жены (Аннемари Аврамидис) двумя годами ранее он полностью отошел от публики, а ночью 16 января 2016 года Иоаннис Аврамидис скончался в возрасте 93 лет.